# Travis Bean
Travis Bean (21 de agosto de 1947 - 10 de julio de 2011) fue un lutier californiano, junto con John Veleno y Wandre Pelotti pionero en el diseño de instrumentos con mástil de aluminio. Era un aficionado al motociclismo y a principios de la década de los '70 decidió que un mástil de aluminio podría ser un gran paso en el diseño y construcción de la guitarra eléctrica. En 1974 fundó una compañía que llevaría su propio nombre, y que fundó junto a Marc McElwee y Gary Kramer, este último abandonó la empresa unos meses después para fabricar sus propias guitarras, la empresa se llamó Kramer Guitars, y sus primeros diseños recuerdan los diseños de Travis Bean.

## Diseño
Lo que hizo popular a las guitarras Travis Bean fue su mástil; un novedoso mástil de una pieza de aluminio que llegaba hasta la altura del puente. Así que las cuerdas se sujetaban a un puente que a su vez estaba sujeto al mástil. Las pastillas (hechas de imán de Alnico) también estaban sujetas a la pieza del mástil. Digamoslo de otra forma, todo estaba en el mástil. El diapasón también fue novedoso, pues estaba hecho de dos piezas de Palo de Rosa o Ébano. Para el cuerpo de la guitarra usó diferentes maderas como Koa, Teca o Padauk.

## Modelos

### TB1000S
La primera guitarra fabricada por Travis Bean, su diseño recuerda a la 335 de Gibson, pero con un cuerpo sólido y más pequeño. Esta guitarra llevaba 2 pastillas Humbucker o dobles, plateadas y con la inscripción Travis Bean en ellas. Se fabricaron 1422.
Stanley Jordan utilizó esta guitarra a principios de los '80, pues esta guitarra era famosa entre los jazzeros que buscaban un instrumento más preciso. Lee Ranaldo de Sonic Youth, Slash de Guns N' Roses, o Yannis Philippakis de Foals también se cuentan entre sus adeptos.

### TB500
Inicialmente creada como un modelo más asequible, tenía una forma que recuerda a la Stratocaster de Fender, pero más ancha. La TB500 llevaba dos pastillas de bobinado simple, e irónicamente esta guitarra es el Santo Grial de Travis Bean. Se fabricaron 351.
Esta guitarra está popularizada por Steve Albini guitarrista y cantante de Shellac y famosísimo productor del underground americano. Jerry García de Grateful Dead la usó en los años 1970.

### TB1000A
Este modelo es igual al TB1000S, únicamente se diferencia en el cuerpo por tener forma más ergonómica, y que en el diapasón en vez de tener puntos tenía rectángulos. Se fabricaron 755 ejemplares.

### TB2000
El bajo de Travis Bean, parecido a la guitarra TB1000 pero con unos cuernos más finos y alargados. Al igual que las guitarras son instrumentos de increíble precisión, y aunque el mástil del bajo tiene que aguantar mucha más tensión  que el de la guitarra, gracias al aluminio, el mástil nunca se joroba o curva, estos increíbles mástiles no tenían alma, por lo cual no se podían corregir, no les hacía falta. Se fabricaron 1020.
Bill Wyman de los Rolling Stones usó el TB2000 en una versión de escala corta durante algunos años, y hoy día lo utilizan Bob Weston de Shellac, Zak Sally de Low o Mark Greenwood de La Habitación Roja.

### TB3000
Es el modelo más estrafalario de Travis Bean, una especie de respuesta a la Gibson Flying V, con forma triangular y alargada lucía el mismo mástil y las pastillas que la TB1000A. Se fabricaron tan sólo 45.

### TB4000
Es la guitarra TB3000 pero en bajo, tanto el mástil como las pastillas son las mismas que el TB2000. Debido a su forma y a que sea un bajo es un instrumento "gigante". Es el modelo del que menos se fabricó, tan sólo 36.

### Otros modelos
- TBC Custom

- TBC STD

- TBC STD Aluminium Neck

- TB 555

- TBMR - Matt Roehr Signature

- THX